# 巴昆峰
46°20′31.6″N 9°40′55.8″E / 46.342111°N 9.682167°E
巴昆峰（Piz Bacun），是瑞士的山峰，位於該國東南部，由格勞賓登州負責管轄，屬於布雷加格利亞山脈的一部分，海拔高度3,244米，每年平均降雨量1,693毫米。